# Калинино (Восточно-Казахстанская область)
Калинино (каз. Калинино) — упразднённое село в Глубоковском районе Восточно-Казахстанской области Казахстана. Входило в состав Алтайской поселковой администрации. Находится примерно в 11 км к северу от районного центра, посёлка Глубокое. Код КАТО — 634033200. Исключено из учётных данных в 2024 году.

## Население
В 1999 году население села составляло 76 человек (35 мужчин и 41 женщина). По данным переписи 2009 года в селе проживало 57 человек (24 мужчины и 33 женщины).